# 권민성
권민성(1981년 5월 31일 ~ )은 롯데 자이언츠의 전 야구 선수다.

## 출신 학교
- 광주제일고등학교
- 대불대학교

## 같이 보기
- 2005년 롯데 자이언츠 시즌